# ریمینی
ریمینی شهری است متوسط با جمعیت ۱۴۲۰۰۰ نفر در شمال شرقی ایتالیا.

## جغرافیا
این شهر در منطقه امیلیا-رومانیا ایتالیا واقع است.
این شهر مرکز استان ریمینی است.
ریمینی در ساحل دریای آدریاتیک قرار گرفته‌است.

## گردشگری
این شهر از پاتوق‌های ساحلی مشهور اروپا است که به میامی اروپا نیز معروف است. ریمینی با ۱۵ کیلومتر ساحل شنی و تعداد زیادی رستوران، دیسکو، هتل و مشروب فروشی جاذبه‌های گردشگری زیادی دارد.